# Papyrus 55
Papyrus 55 (in de nummering van Gregory-Aland) of {\displaystyle {\mathfrak {P}}}55, is een oud handschrift van het Nieuwe Testament. Het is geschreven in het Grieks op papyrus. Op grond van schrifttype is het gedateerd als 6e/7e-eeuws. De tekst is Joh. 1: 1:31-33.35-38.. Het wordt bewaard in de Österreichische Nationalbibliothek (Pap. Vindob. G. 26214) in Wenen.

## Tekst
De Griekse tekst van deze codex is een vertegenwoordiger van de Alexandrijnse tekst. Aland plaatst het in Categorie II.